# آنتوان سارتوریو
آنتوان سارتوریو (انگلیسی: Antoine Sartorio; ۲۷ ژانویهٔ ۱۸۸۵ – ۱۸ فوریهٔ ۱۹۸۸) مجسمه‌ساز اهل فرانسه بود.

## افتخارات
وی همچنین برندهٔ جوایزی همچون لژیون دونور (شوالیه) شده‌است.